# Murga (Álava)
Murga es un concejo del municipio de Ayala, en la provincia de Álava.

## Historia
Hacia mediados del siglo XIX, el lugar, ya por entonces perteneciente a Ayala, tenía contabilizada una población de 174 habitantes. Aparece descrito en el undécimo volumen del Diccionario geográfico-estadístico-histórico de España y sus posesiones de Ultramar de Pascual Madoz con las siguientes palabras:

MURGA: l. del ayunt. de Ayala, en la prov. de Alava (á Vitoria 7 1/2 leg.), part. jud. de Amurrio (1 1/2), aud. terr. de Burgos (21), c. g. de las Provincias Vascongadas, dióc. de Calahorra (29). sit. en una vega á la márg. del r. Yas, dominada de los montes Amirolo y Olavezar; clima templado y húmedo, combatido del viento S., y se padecen tercianas y reumas. Tiene 36 casas, un palacio, igl. parr. (San Juan Bautista), servida por un beneficiado cura de nombramiento del prelado, cementerio inmediato á la igl., una ermita dedicada á San Martin, y para los usos de los vec. 3 fuentes de aguas comunes y saludables. El térm. que se estiende 1/2 leg. de N. á S., y lo mismo de E. á O., confina N. Luyando; E. Amurrio; S. Olavezar, y O. Respaldiza, y comprende dentro de su radio los barrios de Marquijana y los Olmos, y los montes de Lejazar, Amirola y la Magdalena, poblados de robles, castaños, espinos, otaca, zarza y brezo. El terreno es de mediana calidad; le atraviesa el espresado r. Yas, que tiene un puente para su paso, y va á desaguar al Nervion. caminos: los locales, en mal estado: el correo se recibe, por balijero, de Valmaseda los domingos, martes y viernes, y se despacha los mismos dias. prod.: toda clase de cereales, legumbres y hortalizas; cria de ganado vacuno y caballar; caza de liebres, perdices, codornices y gansos; pesca de anguilas y bermejuelas. ind.: ademas de la agricultura y ganadería hay un molino harinero. pobl.: 17 vec., 174 alm. riqueza y contr.: con su ayunt. (V.).
(Madoz, 1848, p. 755)

En 2022, tenía empadronados 134 habitantes.

## Demografía
| Gráfica de evolución demográfica de Murga entre 2000 y 2017 |
|                                                             |
| Población de derecho según los censos de población del INE. |

## Patrimonio
Hay en el concejo una iglesia de San Juan Bautista y una ermita de San Martín.